# Сімплон (перевал)
Перевал Сімплон (Семпіоне) (2008 м) — високогірний перевал між Пеннінськими та Лепонтинськими Альпами у Швейцарії. Він з'єднує Бриг у кантоні Вале з Домодоссолою в П'ємонті (Італія). Перевал і села, розташовані вздовж нього, такі як Ґондо, розташовані на території Швейцарії. Сімплонський тунель був побудований на початку 20-го століття поблизу перевалу для виконання залізничних перевезень між двома країнами (Італія — Швейцарія).
Ротельзе — озеро, розташоване поблизу перевалу на висоті 2028 м.

## З історії
На цьому місці був місцевий прохід через гори, яким користувалися століттями, але міжнародного значення Семпіоне (Сімплон) набув під час наполеонівської окупації. За вказівкою імператора у 1801—1805 рр. інженером Nicolas Céard тут було побудовано дорогу для транспортування гармат (через перевал між долиною Rhône і територією Італії). З тих пір дорогою користувалися поштові диліжанси, а згодом, з початку XX ст. — поштові автобуси.
Дорога періодично оновлювалася; було побудовано декілька притулків на випадок лавин на найнебезпечніших ділянках, розширено тунелі для можливості проїзду туристичних автобусів. 1950 року влада кантону приймає рішення не закривати перевал з жовтня по квітень (як більшість альпійських перевалів на висоті); перевал буде відкритий протягом цілого року. В 1970 р. журналісти були запрошені перевірити проведені роботи і було оголошено, що 37 з 42, 5 км доріг відремонтовано між Бриг (Швейцарія) і Ґондо (Італія); освоєно 110 зі 180 млн швейцарських франків, передбачених бюджетом проєкту. І хоч проєкт оновлення перевалу мав тривати ще 5 років, влада гарантувала, що безпечно користуватись ним можна вже протягом всього року.
Колишній Simplon département (тепер швейцарський кантон Вале) був названий на честь перевалу.
В 2005 році тут було зведено пам'ятний обеліск на честь 200-ліття Дороги Наполеона.

## Кам'яний орел на перевалі Семпіоне (Сімплон)
Під час Другої світової війни у деяких учасників 11-ї швейцарської армійської бригади, дислокованої у Zwischbergen, виникла ідея побудувати почесний камінний пам'ятник із зображенням орла, символу бригади. Пам'ятник повинен був відображати гордість і незалежність швейцарського народу.
Бернський архітектор і скульптор Ервін Фрідріх Бауман запропонував проєкт, що передбачав використання гранітних блоків зі старої фортифікаційної споруди Ґондо (місцевість неподалік перевалу Сімплон) для створення статуї близько дев'яти метрів заввишки.
Проєкт був схвалений; робота була здійснена під керівництвом Баумана та Вернера Грімма (керівника корпусу військових інженерів). Пам'ятник був відкритий у вересні 1944 року. Бауманн був відсутній на церемонії через суперечку з Вернером Гріммом, який хотів присвоїти собі заслугу в будівництві обеліска.